# فانغسفيك
فانغسفيك (بالنرويجية: Vangsvik) هي قرية ومنطقة سكنية تقع في بلدية ترانوي بمقاطعة ترومس، النرويج. ترتفع عن سطح البحر 20 متراً.